# ParcBit (metropolitana di Palma di Maiorca)
La stazione ParcBit è il capolinea settentrionale della linea M1 della metropolitana di Palma di Maiorca.

## Storia
La stazione venne aperta il 3 luglio 2025, come nuovo capolinea settentrionale della linea.